# 小川一郎 (陸軍軍人)
小川 一郎（おがわ いちろう、1901年（明治34年）2月3日 - 1942年（昭和17年）6月28日）は、大日本帝国陸軍軍人。最終階級は陸軍少将。

## 経歴
兵庫県出身。1921年（大正10年）7月に陸軍士官学校第33期卒業。1929年（昭和4年）12月に陸軍大学校に入学し、1932年（昭和7年）11月に同校第44期卒業。
1941年（昭和16年）3月、飛行第61戦隊長を経て、同年10月、陸軍大佐に進む。1942年（昭和17年）6月28日、斉斉哈爾で訓練中に牡丹江にて墜死し陸軍少将に特進した。